# It's a Long Way to Tipperary

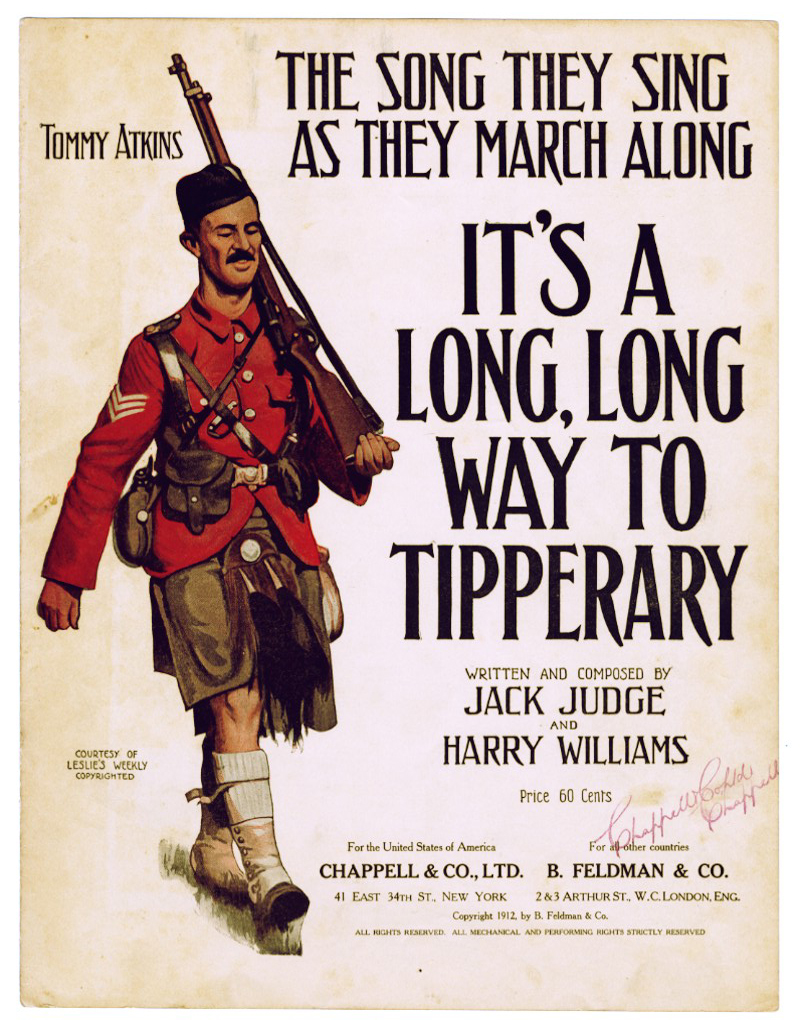
Hay un largo camino hasta Tipperary.

It's a Long Way to Tipperary (en español: Hay un largo camino hasta Tipperary) es una canción de music hall compuesta por Jack Judge y Harry Williams el 30 de enero de 1912 en la ciudad inglesa de Stalybridge como homenaje a la ciudad irlandesa de Tipperary, de donde Jack Judge era originario.

## Historia
En 1914, durante la Primera Guerra Mundial, la canción fue adoptada por el 7º Batallón del Regimiento Connaught Rangers del Ejército Británico mientras marchaban en Boulogne (Francia). Los Rangers eran principalmente irlandeses, y el regimiento tenía lazos con el pueblo de Tipperary. Su segundo batallón (formalmente el 94.º Regimiento de Infantería) estuvo acuartelado en la ciudad de Tipperary desde 1908 hasta 1910, y desde 1914 hasta 1918 esta ciudad fue el Cuartel General de la 16.ª División irlandesa. El 7º Batallón de los Connaught Rangers estaba acuartelado en Poole, Dorsetshire, Inglaterra, en 1912, cuando Jack Judge escribió su famosa canción.
Tras ser transportados de Irlanda a Inglaterra, el 7º batallón hizo popular la melodía, y al acudir a los campos de batalla de Francia y Bélgica la fama de la canción alcanzó a otras unidades del ejército británico, gracias al corresponsal del Daily Mail George Curnock, quien informó del uso de la melodía en el diario.
Posteriormente la canción fue grabada por el tenor John McCormack, que contribuyó a la popularidad de la misma en todo el mundo, convirtiéndola en una de las canciones más populares de la época, en parte debido a que no era una típica canción de guerra.

## Has anybody here seen Kelly?
Cabe remarcar que It's a Long Way to Tipperary posee una melodía similar a la canción de principios de siglo Has anybody here seen Kelly?, siendo similar la melodía de toda la canción a excepción del estribillo. Ambas canciones hacen además alusión a Irlanda. A pesar de que Has anybody here seen Kelly? es previa a It's a Long Way to Tipperary no puede afirmarse que la copia fuese realizada intencionadamente; puede tratarse tan solo de una coincidencia.

## It's a Long Way to Tipperary en el cine
La canción formó parte del musical Oh! What a Lovely War en 1968. También fue interpretada por los presos de la película de Jean Renoir La gran ilusión, así como por la tripulacióin del submarino U 96 en la película Das Boot, de Wolfgang Petersen, de 1982. Se puede oír también cantada por australianos en 1915 en Gallipolli (1981), de Peter Weir. 
La canción también aparece en la adaptación fílmica de la novela Goodnight Mister Tom (Michelle Magorian) para la pequeña pantalla dirigida por Jack Gold y estrenada el 25 de octubre de 1998. Cuenta la historia de un niño refugiado durante la II Guerra Mundial en casa de un anciano carpintero de pueblo. El niño ha sufrido malos tratos por parte de una madre perturbada, que acabará falleciendo durante los bombardeos. El anciano trata de evadir una obligación impuesta por la administración, pero poco a poco se irá implicando hasta reclamar la custodia del chico. El viejo Tom guarda en su casa un pequeño piano que no toca desde que fallecieran su mujer y su hijo. Ante la insistencia del joven William, acabará pasando página. El primer tema que toca cuando retoma el piano es precisamente "It's a Long Way to Tipperary".

## It's a Long Way to Tipperary en el deporte
La melodía de esta canción forma parte del himno del Club Atlético River Plate de Argentina. El himno del club fue escrito en 1918 por Arturo Antelo, uno de los fundadores de la institución, creada el 25 de mayo de 1901. Tiene la siguiente letra:

River Plate
 tu grato nombre
 clamaremos con honor
siempre como un solo hombre
 nos tendrás a tu alrededor...

 River Plate
 tu grato nombre
 derrotado o vencedor
 mientras viva tu bandera
 la izaremos con honor.